# فنانون عراقيون
فيما يلي قائمة بالفنانين المهمين، بما في ذلك الفنون البصرية والشعراء والموسيقيين، الذين ولدوا في العراق، ونشطوا في العراق أو الذين تهتم أعمالهم بشكل أساسي بالموضوعات أو الموضوعات العراقية.
ملاحظة: تستخدم هذه المقالة عادات التسمية العربية: لا يستعمل اسم "آل" (الذي يعني "من مكان معين") أو "ابن" أو "بن" (التي تعني "ابن").
- فرج عبّو (1921–1984)، فنان، مخرج مسرحي، مصمم، مؤلف.[1]

- فريال الأعظمي (المعروفة أيضًا باسم فريال التامي) (مواليد 1950) فنان حروفي، خطاط.
- كاجال احمد (مواليد 1967) شاعر كردي عراقي.[2]
- نجيبة أحمد (مواليد 1954) شاعرة.
- مظهر أحمد (مواليد 1956) فنان تشكيلي.
- صادق كويش الفراجي (مواليد 1960)، فنان وسائط متعددة، مصور ، رسام رسوم متحركة، منتج فيديو وفنان تركيب.[3]
- محمد الحبيب (مواليد 1954)، خطاط ورسام.
- اياد القاضي (مواليد 1971) فنان تشكيلي.
- رحيم القاضي (مواليد 1973) فنان متعدد التخصصات.
- سما الشعيبي (مواليد 1973) فنانة إعلام وتركيب.
- أسامة الشعيبي (مواليد 1969)، صانع أفلام ورسام.
- جنان العاني (مواليد 1966)، مصورة وصانعة أفلام عراقي أيرلندي.
- لطيف العاني (مواليد 1932) مصور معروف بلقب "أبو التصوير العراقي"[4]
- زهرون عمارة، صائغ الفضة المندائي الشهير عالميًا. الأشخاص المعروفون بأنهم يمتلكون زميله الفضي هم ستانلي مود، ونستون تشرشل، والعائلة المالكة في البحرين، والملك المصري فاروق، والعائلة المالكة العراقية بما في ذلك الملك فيصل الأول وغازي، والعائلة المالكة البريطانية بما في ذلك أمير ويلز الذي أصبح إدوارد الثامن.[5][6][7]
- سنان أنطون (مواليد 1967) شاعر.[2]
- ليلى العطار (1944-1993) فنانة ورسامة.
- سعاد العطار (مواليد 1942) رسامة.[8]
- هلا آيلا (مواليد 1957)، مصور، رسام.
- آبو آفيديسيان (مواليد 1990)، صانع أفلام ورسام ومصور وكاتب.
- ضياء العزاوي (مواليد 1939) رسام نشط في العراق ولندن.
- فاضل العزاوي (مواليد 1940) شاعر.[2]

- هاشم محمد البغدادي (1917-1973)، خطاط.[9]
- نيازي مولوي بغدادي، رسام القرن التاسع عشر، مصمم ديكور وخطاط.[10]
- أحمد البحراني (مواليد 1965) نحات.
- علاء بشير (مواليد 1939)، رسام ونحات وجراح تجميل.[11]
- باسل البياتي (مواليد 1946) مهندس معماري ومصمم.
- وفاء بلال (مواليد 1966)، فنانة أداء، مؤلفة ومربية.

- وسماء خالد شرباتشي (مواليد 1944)، خزفية عراقية أمريكية، خطاطة، رسامة
- كامل الجادرجي (1897-1968)، مصور.[12]
- رفعت الجادرجي (1926-2020)، مهندس معماري.

- عيسى حنا دبيش (1919-2009) رسام.[13]
- مراد الداغستاني (1917–1984) مصور.[14]
- سليم الدباغ (مواليد 1941) فنان وصانع طباعة.[15]
- باسم حمد الدويري (توفي 2007) نحات وفنان.
- حافظ الدروبي (1914-1991)، رسام ومربي.[16]

- إنخيدوانا، شاعر من القرن الثالث والعشرين قبل الميلاد، كتب على الألواح المسمارية.
- علي إيال (مواليد 1994)، فنان ورسام متعدد الوسائط.

- ليزا فتاح (1941-1992)، رسامة ألمانية المولد، زوجة إسماعيل فتح الترك، ناشطة في العراق.
- الفضولي (محمد بن سليمان) شاعر القرن الخامس عشر.
- منعم فرات (1900-1972)، نحات.[17]
- عبد الأمير يوسف حبيب، الخطاط.
- محمد سعيد الحبوبي (1849-1915) شاعر.
- زها حديد (1950-2016)، مهندسة معمارية عراقية بريطانية.
- عاصم عبد الحفيظ (1886 -؟ ).[18]
- كاظم حيدر (1932-1985)، فنان، شاعر، مؤلف، مصمم مسرح، مربي[19]
- زيغي بن حاييم (مواليد 1945) نحات ورسام.
- منصور الحلاج شاعر صوفي وصوفي من القرن التاسع.
- جميل حمودي (1924-2003) نحات ورسام ومؤلف.
- شومان هاردي (مواليد 1974)، شاعر ومترجم ورسام.
- فائق حسن (1914-1990) رسام.[20]
- محمد غني حكمت (1929-2011) نحات.[21]
- جبرا إبراهيم جبرا (1920-1994)، رسام، مؤرخ فن، ناقد فني ومؤلف.
- خالد الجادر (1922-1988)، رسام، مربي، مؤرخ فني ومؤلف[22]
- محمد مهدي الجواهري (1899-1997) شاعر.
- قتيبة الجنابي، سينمائية ومصورة.[23]
- أمل الجبوري(مواليد 1967) شاعرة.
- جمال جمعة، شاعر.
- صالح الجمعي (مواليد 1939) فنان معاصر.[24]
- نداء كاظم (مواليد 1937)، نحات.
- هيف كهرمان (مواليد 1981)، رسامة ونحاتة.
- فاروق كسباوليس، فنان.
- هاشم الخطاط، هاشم الخطاط (1917-1973)، خطاط ، يعتبر آخر الخطاطين الكلاسيكيين.
- راشيل خضوري (مواليد 1964)، فنانة أسترالية المولد من التراث العراقي (الأخت التوأم لتوبا خضوري).
- توبا خضوري (مواليد 1964)، فنانة أسترالية المولد من التراث العراقي، اشتهرت في المقام الأول بلوحات متعددة الوسائط مفصلة للغاية (الأخت التوأم لراشيل خضوري)
- بولس خفري (1923-2000)، ملحن، شاعر غنائي ورسام.
- نديم كوفي (مواليد 1966)، فنان بصري متعدد التخصصات ومصمم جرافيك.
- محمد حسن ابي المحاسن شاعر
- علاء المرجاني (مواليد 1967) ، مصور من مدينة النجف ، عمل مع وكالة أسوشييتد برس ورويترز .
- محمد مكية (1914-2015) مهندس معماري حديث [25] الفنون.
- فارتان ملكيان (مواليد 1947)، رسام وفنان.
- هناء مال الله (مواليد 1958)، رسام.
- حسن المسعودي (مواليد 1944)، رسام وخطاط.
- أحمد مطر (مواليد 1954) شاعر.[2]
- دنيا ميخائيل (مواليد 1965) شاعر.
- غسان محسن (مواليد 1945) فنان ورسام وسفير.
- ابن مقلا (885 / 6-940)، خطاط من القرن العاشر.
- رافع الناصري (1940-2013)، رسام، صانع طباعة، مربي ومؤلف [26]
- مظفر النواب (مواليد 1934) شاعر وناقد ورسام.[27]
- أبو نواس الحسن بن هاني الحكمي، شاعر عراقي من القرن التاسع.
- فرح نوش، مصورة وصحفية.
- عامر العبيدي (مواليد 1943) رسام [28]
- محمود العبيدي (مواليد 1966)، رسام، فنان مفاهيمي، نحات، صانع أفلام.
- مديحة عمر (1908-2005)، من رواد حركة الحروف.
- وداد الأورفلي (مواليد 1929)[29] فنانة وموسيقية.
- فريد بارهاد (مواليد 1947)، نحات.
- قيس السندي (مواليد 1967) فنان ورسام.
- حسين الراضي (1924-1963)، سياسي وشاعر ورسام.
- نهى الراضي (1941-2004)، كاتبة يوميات، خزفية، رسامة.[30]
- خالد الرحال (1926-1987) نحات ورسام.[31]
- نديم رمزي (1928-2013) فنان ومصمم جرافيك.
- عبد القادر الرسام (1882–1952)، رسام.[32]
- وفاء عبد الرزاق (مواليد 1952) شاعر.[33]
- ميران السعدي (مواليد 1934)[34] نحات.
- محمود صبري (1927-2012) رسام.[35][36]
- جميل صدقي الزهاوي (1863-1936) شاعر ومربي وناشط.
- أحمد الصافي (مواليد 1971) نحات.
- شاكر حسن آل سعيد (1925-2004)، رسام، مؤرخ فن، ناقد فني، مربي ومؤلف غزير الإنتاج.[37]
- عصام السعيد (1938-1988)، رسام، صانع طباعة، مصمم، حفر، مهندس معماري، فيلسوف ومؤلف.[38]
- محمد سعيد الصقر.[39]
- جواد سليم (يُطلق عليه أيضًا اسم جواد سليم أو جواد سليم) (1920-1961)، نحات.
- سعاد سليم (مواليد 1918).
- تمارا سلمان، مصممة القرن العشرين.
- لورنا سليم (1928-2012)، فنانة وزوجة إنجليزية المولد لجواد سليم.
- نزيهة سليم (1927-2008)، فنانة ورسامة (شقيقة جواد سليم).
- محمد حجي سليم (1883-1941)، رسام، والد سعاد سليم وجواد سليم ونزيهة سليم ونزاري سليم.[18]
- بدر شاكر السياب (1926–1964) شاعر.
- أندي شلال (مواليد 1969)، فنان وناشط.
- نصير شمه (مواليد 1963) موسيقي ومغني.
- وليد سيتي (مواليد 1954)[40]
- فيان سورا (مواليد 1976)، رسام.
- علي طالب (مواليد 1944)، رسام.[41]
- عتقل طاعة (مواليد1949)، نحات ومؤلف.
- إسماعيل فتح الترك (1934-2004) رسام ونحات.
- يحيى الواسطي، رسام من القرن الثالث عشر.
- نزار يحيى (مواليد 1963)، نحات عراقي أمريكي، نحات (في المعدن)، فنان تركيب ومصور.
- سعدي يوسف (مواليد 1934 قرب البصرة) شاعر ومؤلف وصحفي.[2]
- ياقوت المستعصم خطاط القرن الثالث عشر.
- خليل الزهاوي (1946-2007)، خطاط.
- مقبل الزهاوي (مواليد 1935)، خزف. [42][43]
- سالم محمد صالح زكي رسام.
- هيفاء زنكنه (مواليد 1950) روائية وكاتبة وفنانة.

## أنظر أيضا
- مدرسة بغداد
- حركة الحرية
- الفن العراقي
- الفن الإسلامي
- العمارة الإسلامية
- الخط الإسلامي
- قائمة الفنانات العراقيات

### أعمال فنية عامة عراقية كبرى
- نصب الشهيد، بغداد.
- النصب التذكاري للجندي المجهول، بغداد.
- قوس النصر بغداد.